# المصدر (القبيطة)

تعديل مصدري - تعديل

المصدر هي إحدى قرى عزلة كرش بمديرية القبيطة التابعة لمحافظة لحج، بلغ تعداد سكانها 48 نسمة حسب تعداد اليمن لعام 2004.